# U-713
| U-713 | U-713 | U-713 |
| --- | --- | --- |
| | | |
| | | |
| Схема підводних човнів типу VII | | |
| Під прапором | Третій Рейх | Третій Рейх |
| Спуск на воду | 24 вересня 1942 року                                                                                               | 24 вересня 1942 року                                                                                               |
| Виведений зі складу флоту | 29 грудня 1942 року                                                                                                | 29 грудня 1942 року                                                                                                |
| Сучасний статус | 24 лютого 1944 року зник безвісти в Норвезькому морі північно-західніше Нарвіка                                    | 24 лютого 1944 року зник безвісти в Норвезькому морі північно-західніше Нарвіка                                    |
| Проєкт | | |
| Тип ПЧ | Торпедний ДПЧ | Торпедний ДПЧ |
| Розробник проєкту | H. C. Stülcken Sohn, Гамбург                                                                                       | H. C. Stülcken Sohn, Гамбург                                                                                       |
| Вартість | 4 439 000 ℛℳ | 4 439 000 ℛℳ |
| Основні характеристики | | |
| Швидкість (надводна) | 17,9 вузла | 17,9 вузла |
| Швидкість (підводна) | 8 вузлів | 8 вузлів |
| Робоча глибина занурення | 100 м | 100 м |
| Гранична глибина занурення | 220 м | 220 м |
| Автономність плавання | 135—174 км на швидкості 4 вузли (в підводному положенні) 11 470 км на швидкості 10 вузлів (у надводному положенні) | 135—174 км на швидкості 4 вузли (в підводному положенні) 11 470 км на швидкості 10 вузлів (у надводному положенні) |
| Екіпаж | 44—60 осіб | 44—60 осіб |
| Розміри | | |
| Довжина найбільша (по КВЛ) | 67,1 м | 67,1 м |
| Ширина корпусу найб. | 6,2 м | 6,2 м |
| Висота | 9,6 м | 9,6 м |
| Середня осадка (по КВЛ) | 4,74 м | 4,74 м |
| Водотоннажність надводна | 769 т | 769 т |
| Силова установка | | |
| дизель-електрична; 2 дизельних двигуни Germaniawerft F46 потужність дизелів 2800 к.с., 2 електродвигуни BBC GG UB 720/8 — 750 к.с. | | |
| Озброєння | | |
| Артилерія | 1 × 88-мм палубна гармата SK C/35                                                                                  | 1 × 88-мм палубна гармата SK C/35                                                                                  |
| Торпедно- мінне озброєння | 4 носових і один кормовий ТА. 14 торпед або 26 мін TMA або 39 мін TMB                                              | 4 носових і один кормовий ТА. 14 торпед або 26 мін TMA або 39 мін TMB                                              |
| ППО | 1 × 20-мм зенітна гармата FlaK 30 Flakvierling                                                                     | 1 × 20-мм зенітна гармата FlaK 30 Flakvierling                                                                     |

U-713 — німецький підводний човен типу VIIC, що входив до складу Військово-морських сил Третього Рейху за часів Другої світової війни. Закладений 21 жовтня 1941 року на верфі H. C. Stülcken Sohn у Гамбурзі. Спущений на воду 24 вересня 1942 року, 29 грудня 1942 року корабель увійшов до складу ВМС нацистської Німеччини. Єдиним командиром човна був оберлейтенант-цур-зее Генрі Гозеякоб.
Увійшов до складу 8-ї флотилії. Також за час служби входив до складу 11-ї та 13-ї флотилій. З червня 1943 до лютого 1944 року човен здійснив 4 бойових походи, в яких не потопив жодного корабля чи судна союзників.

## Історія
22 лютого 1944 року вийшов у черговий похід арктичний конвой JW 57 на чолі з крейсером «Блек Прінс» до радянських портів. 24 лютого U-713 зник безвісти в Норвезькому морі.